# Mike Royer
Pour les articles homonymes, voir Royer.
Michael W. Royer, dit Mike Royer (né le 1941 à Lebanon), est un dessinateur et encreur de comics et animateur américain.

## Biographie
Il se fait d'abord connaître dans les années 1960 et 1970 en encrant les pages de Russ Manning (Magnus l'anti robot, Tarzan) et surtout Jack Kirby pour DC Comics (Forever People, New Gods, Superman's Pal Jimmy Olsen, Mister Miracle, Fourth World) et pour Marvel. Parallèlement, il travaille pour Warren Publishing dans les magazines Creepy et Eerie. En 1979, il entre chez Disney Publishing Worldwide, où il encre les pages de Tony Strobl, Sparky Moore et Mike Arens, mais qu'il quitte en 1993 tout en continuant à y travailler sur la licence Winnie l'ourson
. Dans les années 2000, il collabore avec différents entreprises, principalement pour la télévision américaine.